# Królestwo Tunezji
Królestwo Tunezji – państwo tunezyjskie istniejące w latach 1956–1957.
Powstało 20 marca 1956, po uzyskaniu pełnej niepodległości od Francji. Jego jedynym władcą był Muhammad VIII, pochodzący z dynastii Husajnidów, której przedstawiciele władali krajem jako bejowie Tunisu. 25 lipca 1957 monarchia została obalona przez Zgromadzenie Konstytucyjne. Premierem królestwa był Habib Burgiba, który po obaleniu monarchii został pierwszym prezydentem Tunezji. 